# Tauno Hannikainen

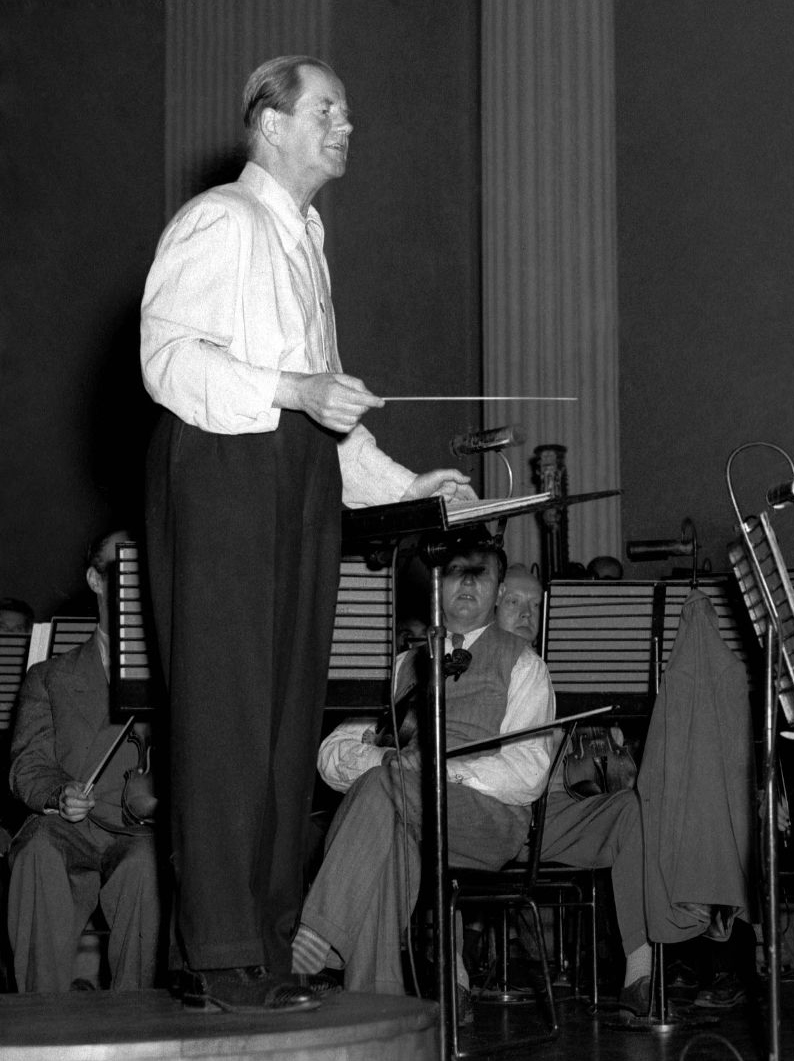
Tauno Hannikainen år 1953.

Tauno Heikki Hannikainen, född 26 februari 1896 i Jyväskylä, död 12 oktober 1968 i Helsingfors, var en finländsk violoncellist och dirigent. Han var son till Pekka Juhani Hannikainen och bror till Ilmari och Arvo Hannikainen.
Hannikainen var kapellmästare vid  Finska operan i flera repriser och från 1927 till 1939 kapellmästare vid Åbo stadsorkester. Åren 1939–1951 verkade Hannikainen i USA dels som gästdirigent i olika städer, dels som ordinarie dirigent för symfoniorkestrar i Duluth och Chicago. Efter återkomsten till hemlandet var han 1951–1963 dirigent för Helsingfors stadsorkester och 1962–1966 rektor för Åbo musikinstitut.
Han är begravd på Sandudds begravningsplats i Helsingfors.

## Utmärkelser
- Kommendörstecknet av Finlands Lejons orden,  1953[6]
- Storriddare av Isländska falkorden,  1954[7]
- Stora hederstecknet i silver av Österrikiska republikens förtjänstorden,  1960[8]
- Kommendörstecknet av I klass av Finlands Lejons orden,  1961[9]

[Redigera Wikidata]

### Uppslagsverk
- Carlquist, Gunnar (red.) (1932). Svensk uppslagsbok. Malmö: Svensk Uppslagsbok AB:s förlag, band 12 s. 594.
- Hannikainen, Tauno i Uppslagsverket Finland (webbupplaga, 2012). CC-BY-SA 4.0